# أهل ناصر

تعديل مصدري - تعديل

أهل ناصر هي إحدى قرى عزلة أحور بمديرية أحور التابعة لمحافظة أبين، بلغ تعداد سكانها 302 نسمة حسب تعداد اليمن لعام 2004.